# Chapelle de la Croix-Lamare
Ne doit pas être confondu avec Chapelle de la Croix.
Pour les articles homonymes, voir Lamare.
La Chapelle de la Croix-Lamare est une chapelle qui fut édifiée sur la bute des Coëvrons au nord de Rouessé-Vassé.

## Histoire
Au XIXe siècle, après la période révolutionnaire, un citoyen nommé Lamare fit construire la chapelle de la Croix-Lamare en repentance de ses péchés.
La chapelle sera inaugurée le 23 septembre 1862.